# بيتي كارتر
بيتي كارتر (بالإنجليزية: Betty Carter)‏ (و. 1929 – 1998 م) هي ملحنة، ومغنية مؤلفة، وعازفة الجاز، ومغنية أمريكية، ولدت في فلينت، تستخدم آلات بيانو، توفيت في بروكلين، عن عمر يناهز 69 عاماً، بسبب سرطان البنكرياس.

## جوائز
حصلت على جوائز منها:
- الميدالية الوطنية للفنون.

## روابط خارجية
- بيتي كارتر على موقع الموسوعة البريطانية (الإنجليزية)
- بيتي كارتر على موقع ميوزك برينز (الإنجليزية)
- بيتي كارتر على موقع إن إن دي بي (الإنجليزية)
- بيتي كارتر على موقع أول ميوزيك (الإنجليزية)
- بيتي كارتر على موقع ديسكوغز (الإنجليزية)